# Villarejo de Montalbán
Villarejo de Montalbán ist ein Ort und eine zentralspanische Gemeinde (municipio) mit 78 Einwohnern (Stand: 2024) in der Provinz Toledo in der Autonomen Gemeinschaft Kastilien-La Mancha. 

## Lage und Klima
Villarejo de Montalbán liegt am Nordrand der Montes de Toledo gut 63 km (Fahrtstrecke) westsüdwestlich von Toledo in einer Höhe von ca. 610 m. Das Klima im Winter ist rau, im Sommer dagegen trocken und warm; der Regen fällt – mit Ausnahme der trockenen Sommermonate – übers Jahr verteilt.

## Bevölkerungsentwicklung
| Jahr      | 1970 | 1981 | 1991 | 2001 | 2011 | 2021 |
| Einwohner | 172  | 128  | 105  | 93   | 64   | 73   |

Aufgrund der Mechanisierung der Landwirtschaft und der Aufgabe von bäuerlichen Kleinbetrieben ist die Einwohnerzahl der Gemeinde seit der Mitte des 20. Jahrhunderts zurückgegangen.

## Sehenswürdigkeiten
- Marienkirche (Iglesia de Nuestra Señora de la Paz)
- Rathaus

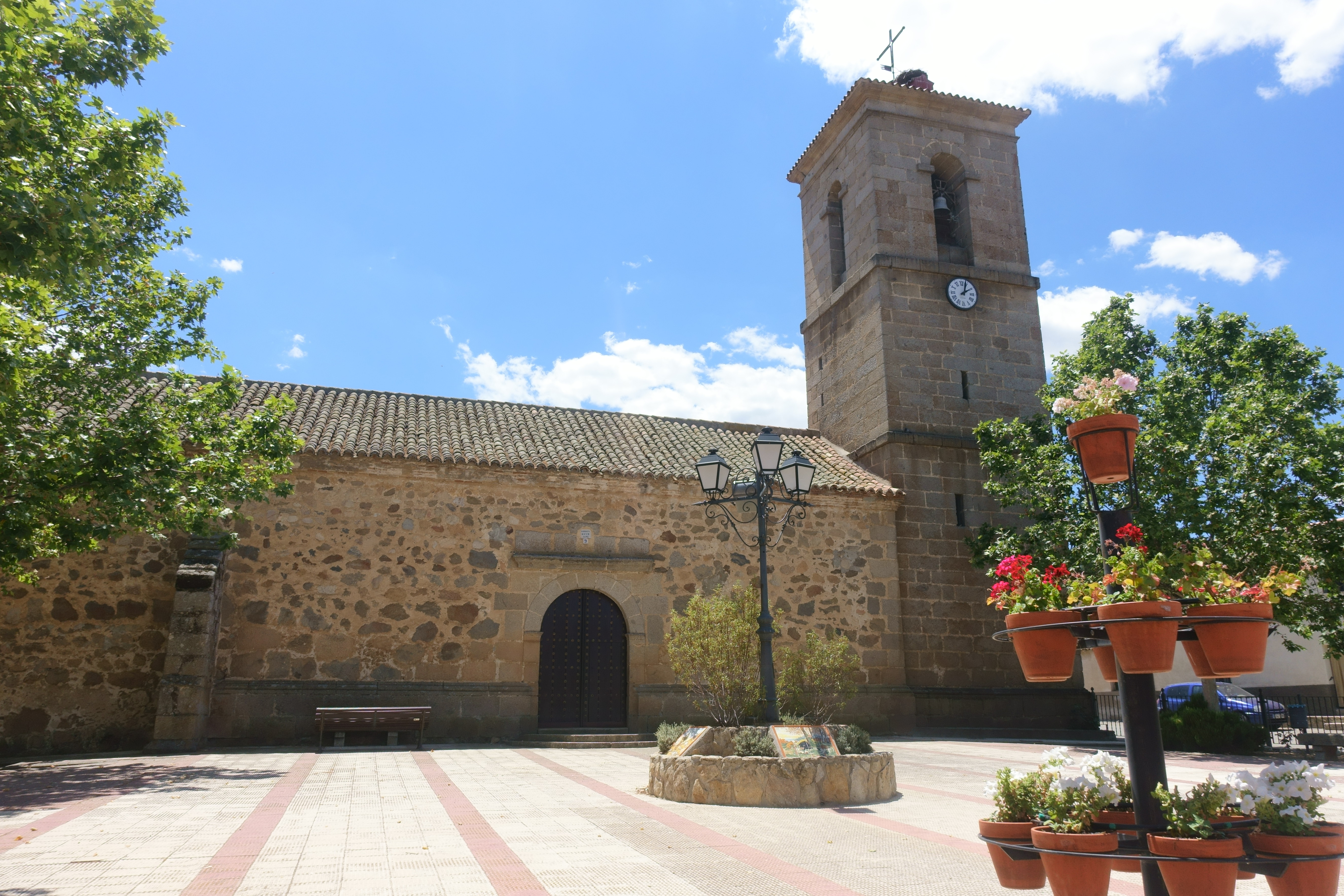
Marienkirche
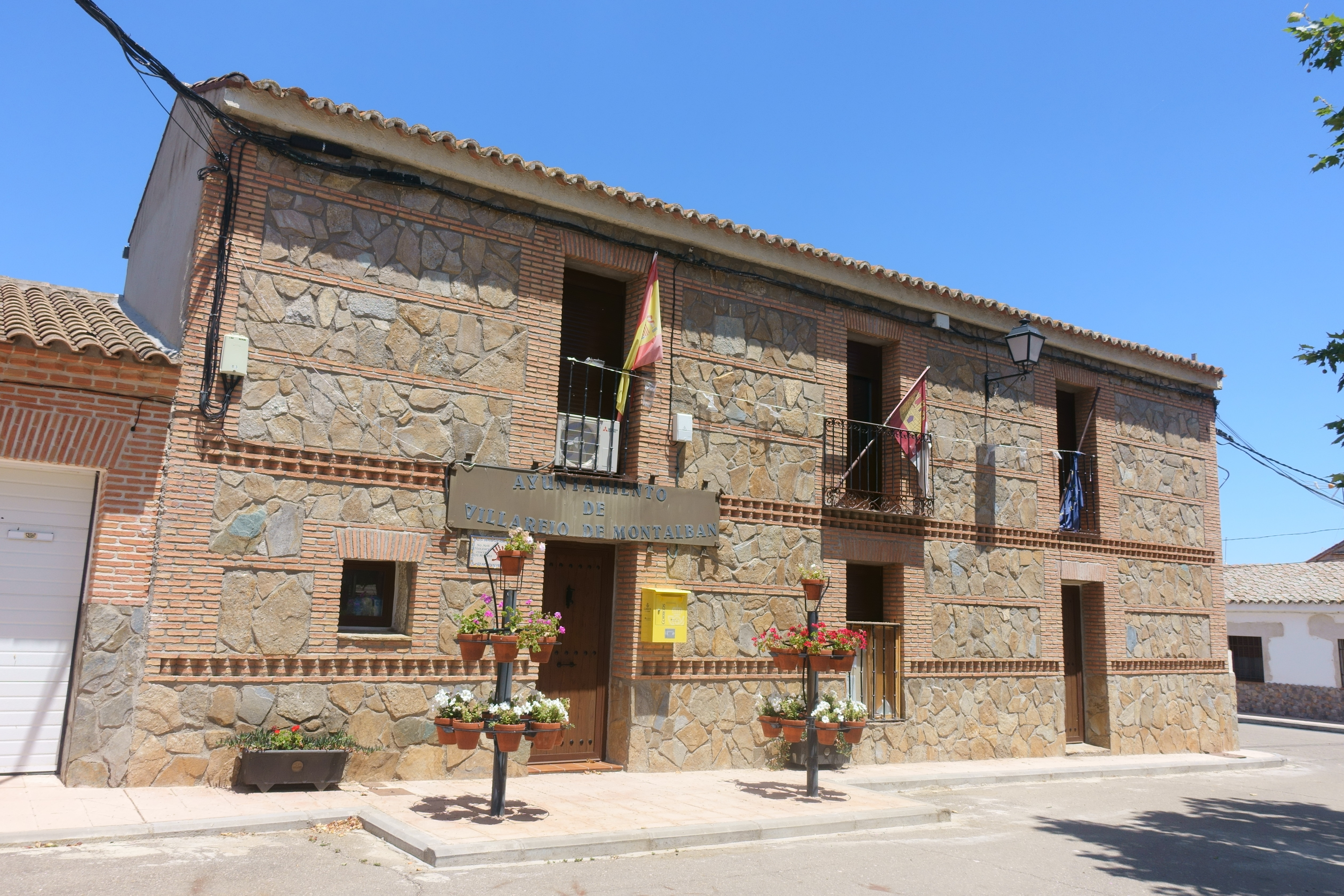
Rathaus